# Văn hóa làng xã Việt Nam
| |  |  |  |  |
| Ba biểu tượng không thể thiếu của nền văn hóa làng xã Việt Nam. Từ trái qua phải: Đình làng, cổng làng và lũy tre làng. Trong đó cổng làng và lũy tre là những thành trì vững chắc giúp bảo vệ cho mỗi ngôi làng. |  |  |  |  |

Văn hóa làng xã Việt Nam hay văn hóa làng là tổng hợp các giá trị và nét văn hóa đặc trưng tạo nên bản sắc văn hóa Việt Nam bắt nguồn từ làng xã. Văn hóa làng xã phản ánh những yếu tố cơ bản và tiêu biểu cho tính cách con người Việt Nam, nó có tác động sâu sắc và toàn diện đến mọi mặt đời sống xã hội ở quốc gia này cũng như cộng đồng người Việt ở hải ngoại.
Tuy nhiên bên cạnh đó, văn hóa làng xã cũng tồn tại nhiều hạn chế, bao gồm: lối suy nghĩ vụn vặt, tự trói mình trong lũy tre làng, lối sống khép kín, tự cấp, tự túc, bảo thủ của người nông dân.

## Nhận xét và đánh giá
Bản sắc văn hóa Việt Nam xuất phát từ làng, văn hóa làng xã là cái rất riêng chỉ Việt Nam mới có.
[…] văn hóa Việt Nam là văn hóa làng xã, tính cộng đồng trong văn hóa thể hiện rất rõ. Mỗi làng một cái đình, mọi việc lớn nhỏ của làng đều đưa ra đình làng. Trong văn hóa làng thì đình là nơi sinh hoạt văn hóa, là công đường xử những ai vi phạm luật làng, nơi tổ chức lễ hội…

Chúng ta hay nói “phép vua thua lệ làng”, điều đó không có nghĩa là cả làng đó hơn được pháp luật vua ban, làng to hơn vua mà nói đến việc chính quyền của triều đình nó chỉ nắm tới góc độ làng xã mà thôi, các cá nhân trong làng thì làng tự giải quyết. Làng là hạt nhân cơ bản của văn hóa Việt.— Nhà nghiên cứu văn hóa Trần Quang Đức, theo Báo Giáo dục Việt Nam.

Người Việt Nam có nền tảng văn hóa ảnh hưởng của đời sống lấy nông nghiệp làm chủ đạo, có đặc tính ăn, ở, mặc, đi lại từ văn minh lúa nước và không thể cắt bỏ được căn tính tiểu nông. “Vì vậy, dù ở tầng lớp nào trong suốt 2 thế kỷ 19 và 20 hoặc thời đại bây giờ chăng nữa, thì người Việt Nam cũng chỉ là những “nông dân” mà thôi”.

[...] Bản thân các thành phố ở ta giống như một cái làng to, cư dân ở đó chưa hẳn là công dân đô thị, mà mới là người làng ra phố, sinh hoạt, thói quen vẫn như người nông dân.— Nhà nghiên cứu Phan Cẩm Thượng, tác giả cuốn sách “Tập tục đời người” ra mắt năm 2017.

Quan điểm về đặc tính của nhà nước Văn Lang rất đa dạng. Có nhiều quan điểm khác nhau trong đó có quan điểm của GS. Hà Văn Tấn cho rằng nhà nước Văn Lang vốn chỉ là một cái làng lớn; hay như quan điểm của tác giả Nguyễn Minh Tuấn cho rằng: Nhà nước Văn Lang thực chất là một "nhà nước siêu làng", thể hiện cả ở sự liên kết giữa làng và nước, chứ không chỉ là sự liên kết giữa các làng với nhau. Theo tác giả, tính chất "siêu làng" thể hiện ít nhất ở ba khía cạnh: Thứ nhất, về nội dung, nhà nước mang dáng dấp của một cái làng lớn có tính liên kết mạnh, tính đại diện cao và tính giai cấp yếu. Thứ hai, về phạm vi và tính chất liên kết, quan hệ làng nước mang tính hoà đồng, lưỡng hợp, chưa có sự phân định rạch ròi về chức năng, thẩm quyền giữa làng và nước.— Về bản chất của nhà nước Văn Lang - Vương quốc đầu tiên của người Việt

Thăng Long - Hà Nội từ xưa đã được coi là một cái làng lớn mang trong mình nhiều làng nhỏ. Cũng từ đây, những phong tục, lề thói của từng địa phương được chắt lọc, bồi đắp, trau chuốt để tạo nên nét văn hóa của người Hà Nội, góp phần không nhỏ tạo nên diện mạo Thủ đô, quyết định thương hiệu của đô thị.— Theo Hoàng Lan, Báo Hànộimới

## Hình ảnh

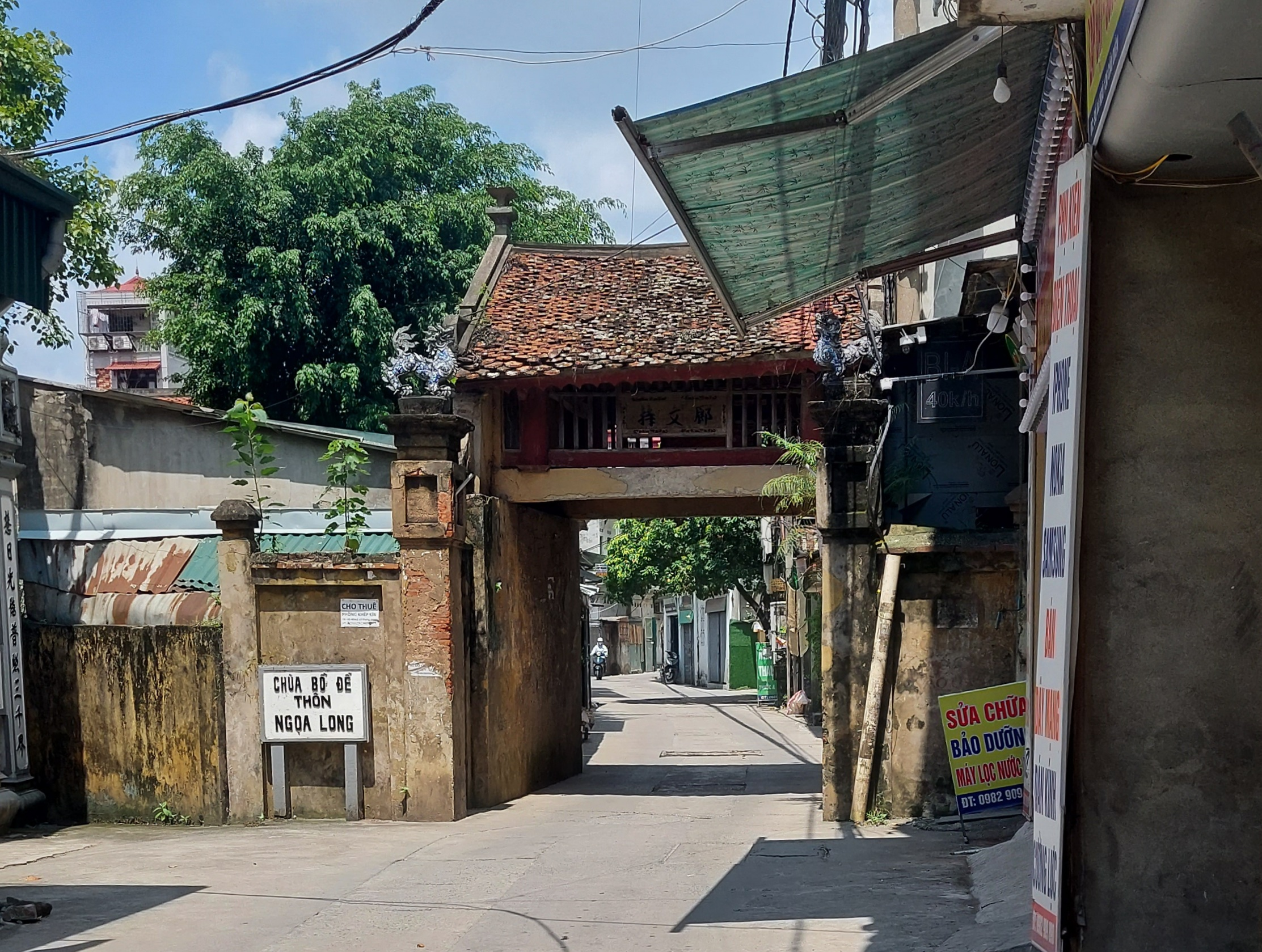
Mặt trước cổng làng Văn Trì, Từ Liêm (Hà Nội) năm 2023
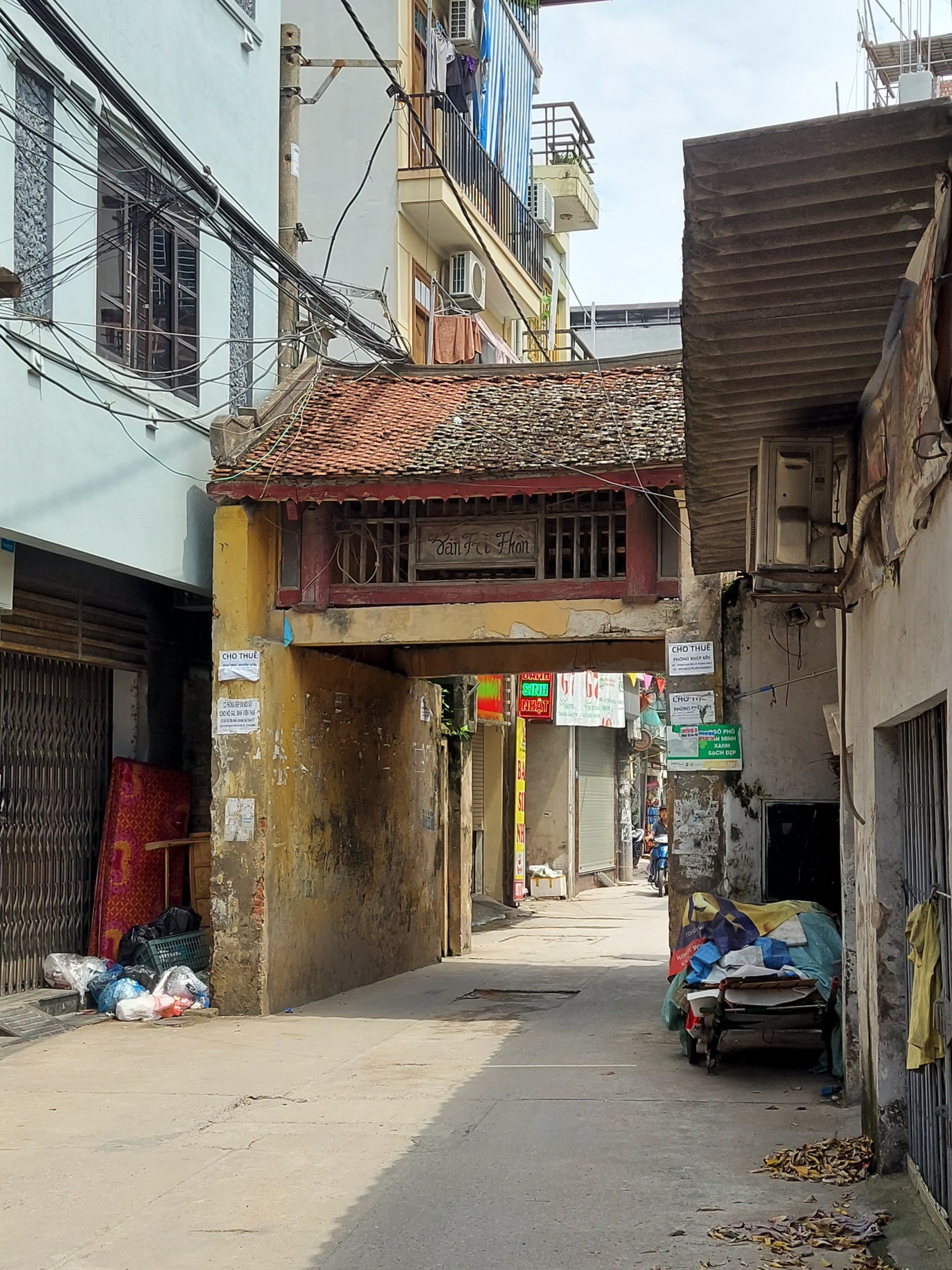
Mặt sau cổng làng Văn Trì, Từ Liêm (Hà Nội) năm 2024
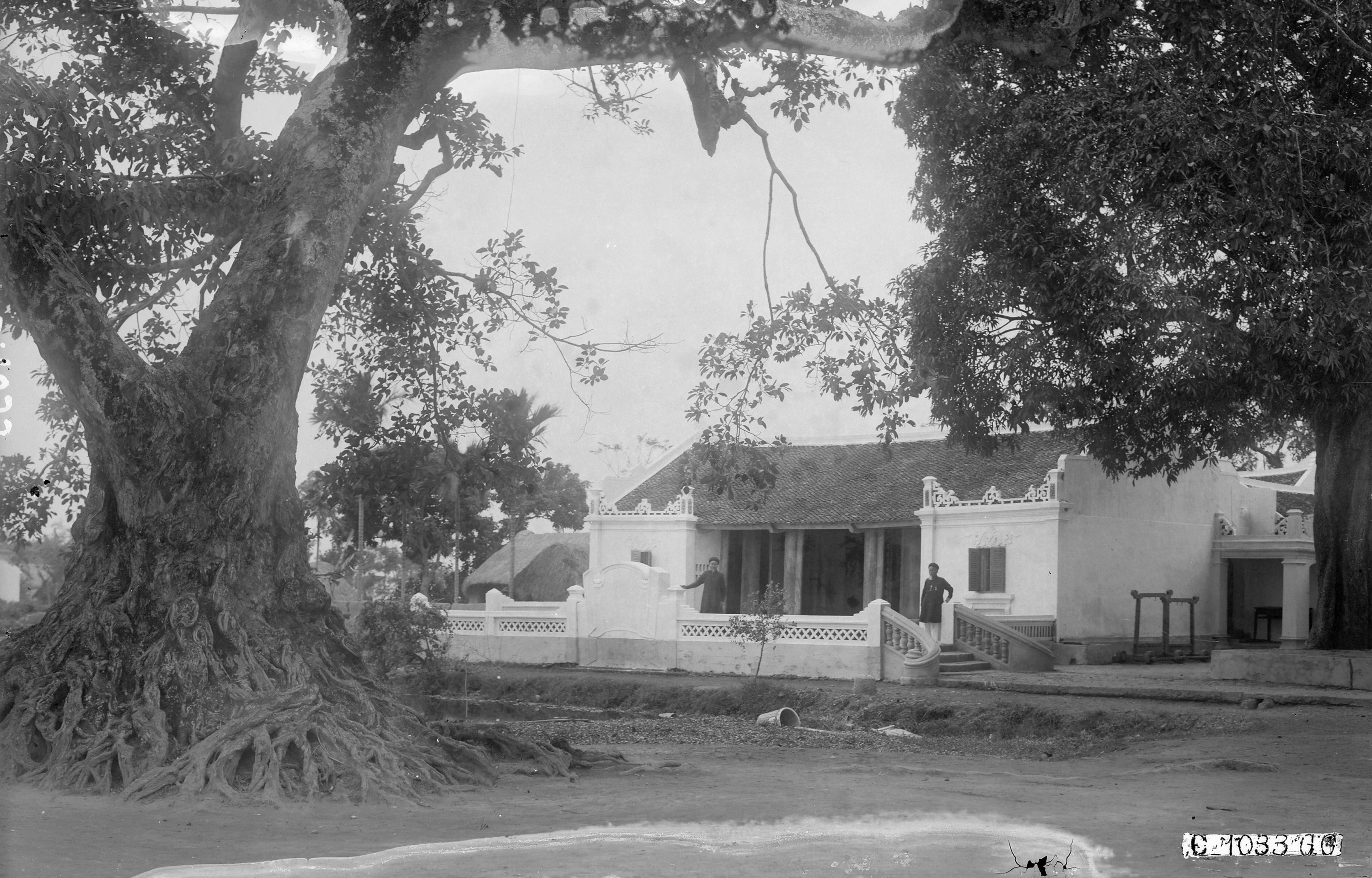
Chùa làng Niêm Hạ (Thái Bình) ở những năm 1920
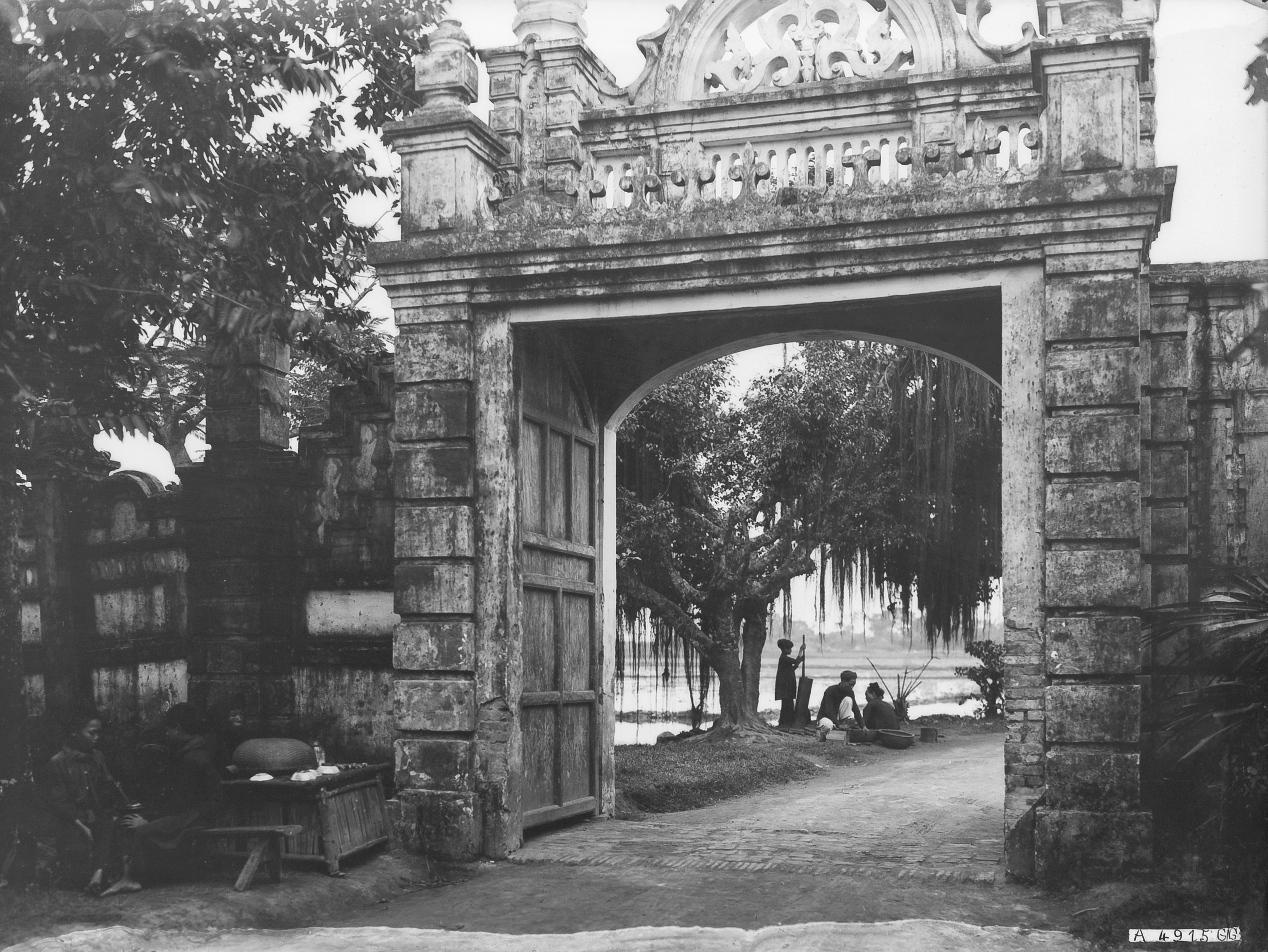
Cổng làng Luật Trung (Thái Bình) năm 1928. Cạnh cổng làng có một quán nước, các thợ rèn dạo hành nghề bên gốc cây gần đó.
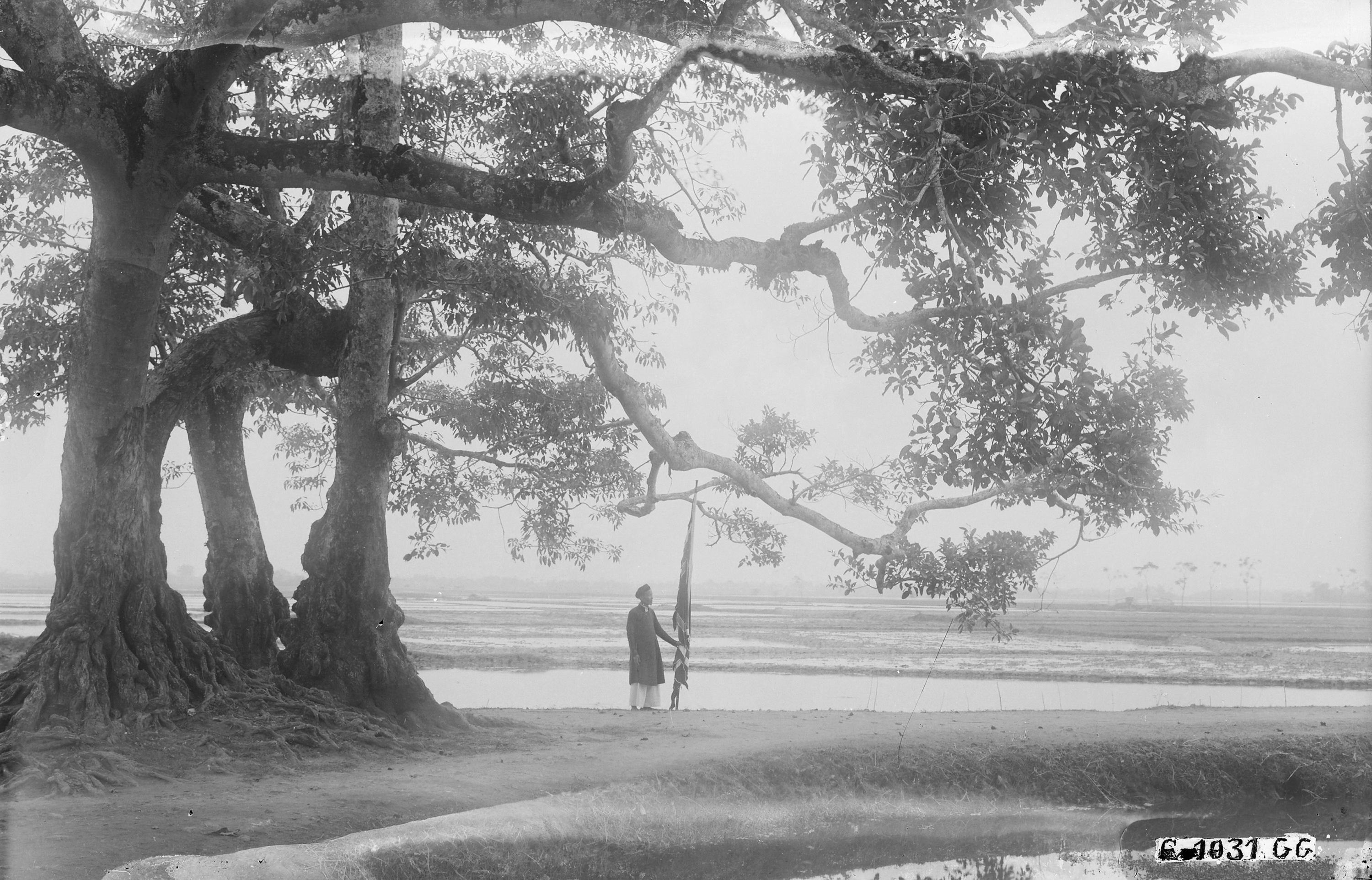
Những cây cổ thụ bên cánh đồng làng Niêm Hạ năm 1928
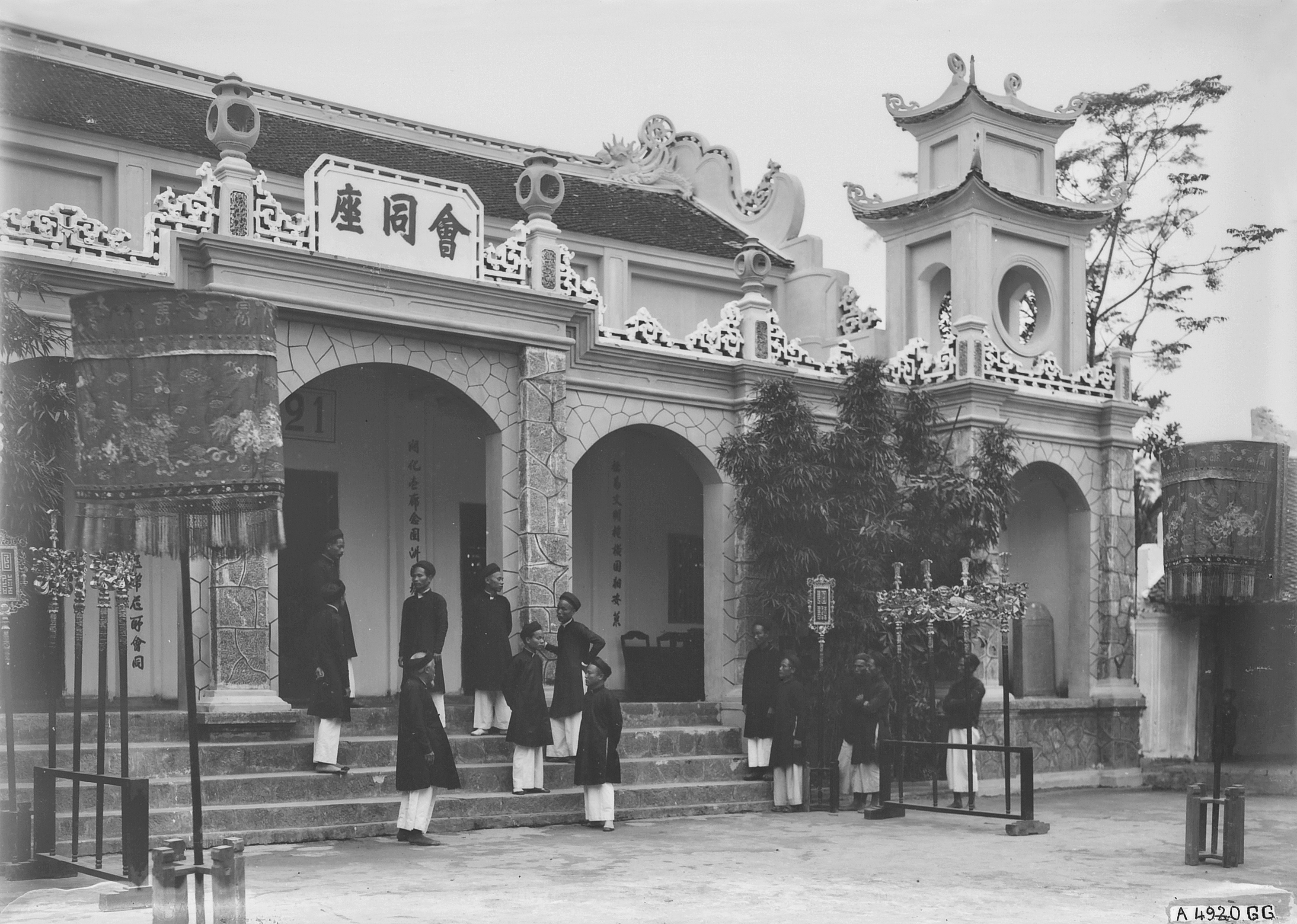
Các hương chức làng Niêm Hạ, chụp năm 1928
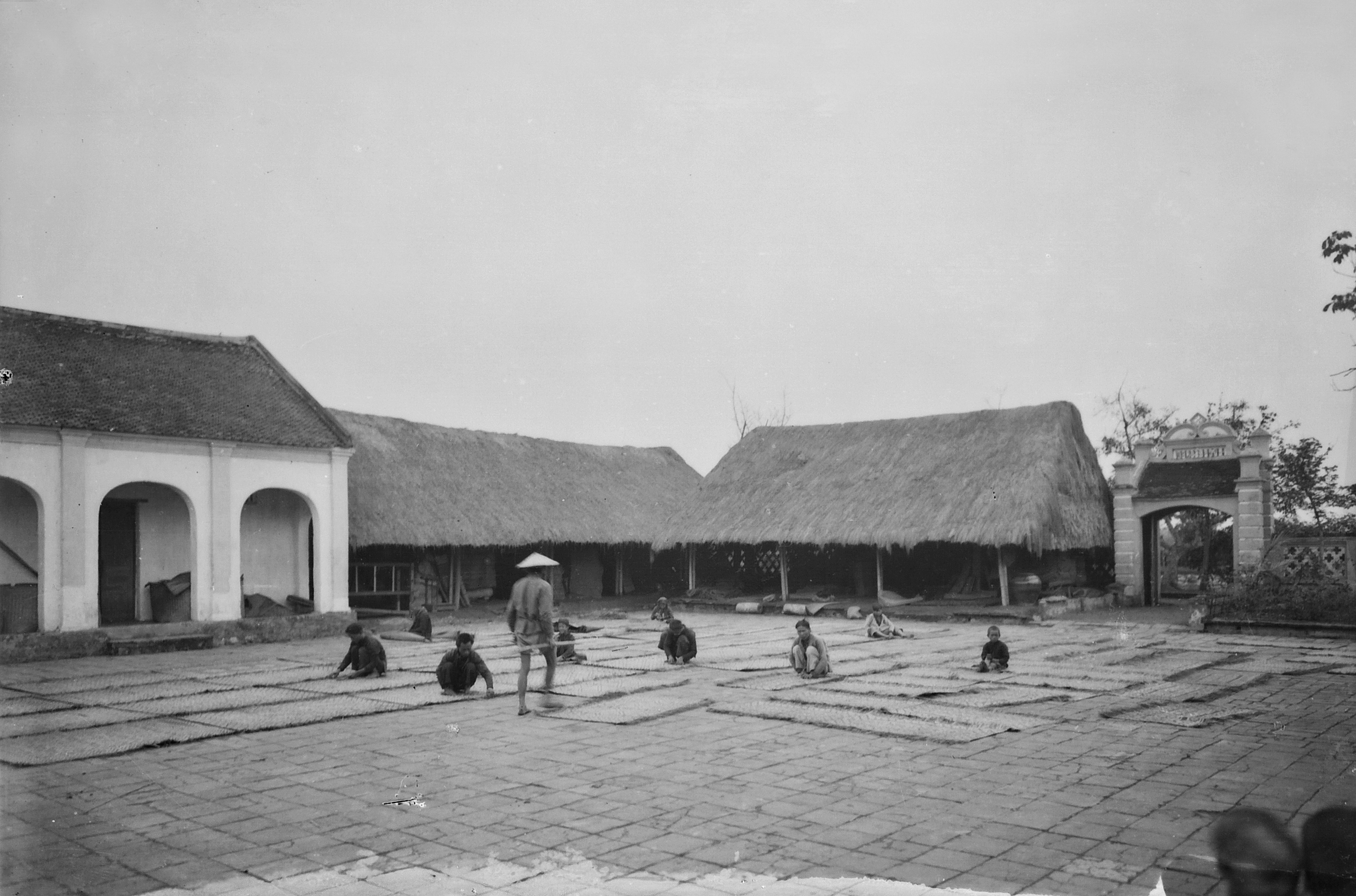
Một xưởng làm chiếu ở làng nghề Hải Triều (làng Hới) ở Thái Bình chuyên về sản phẩm chiếu Hới.
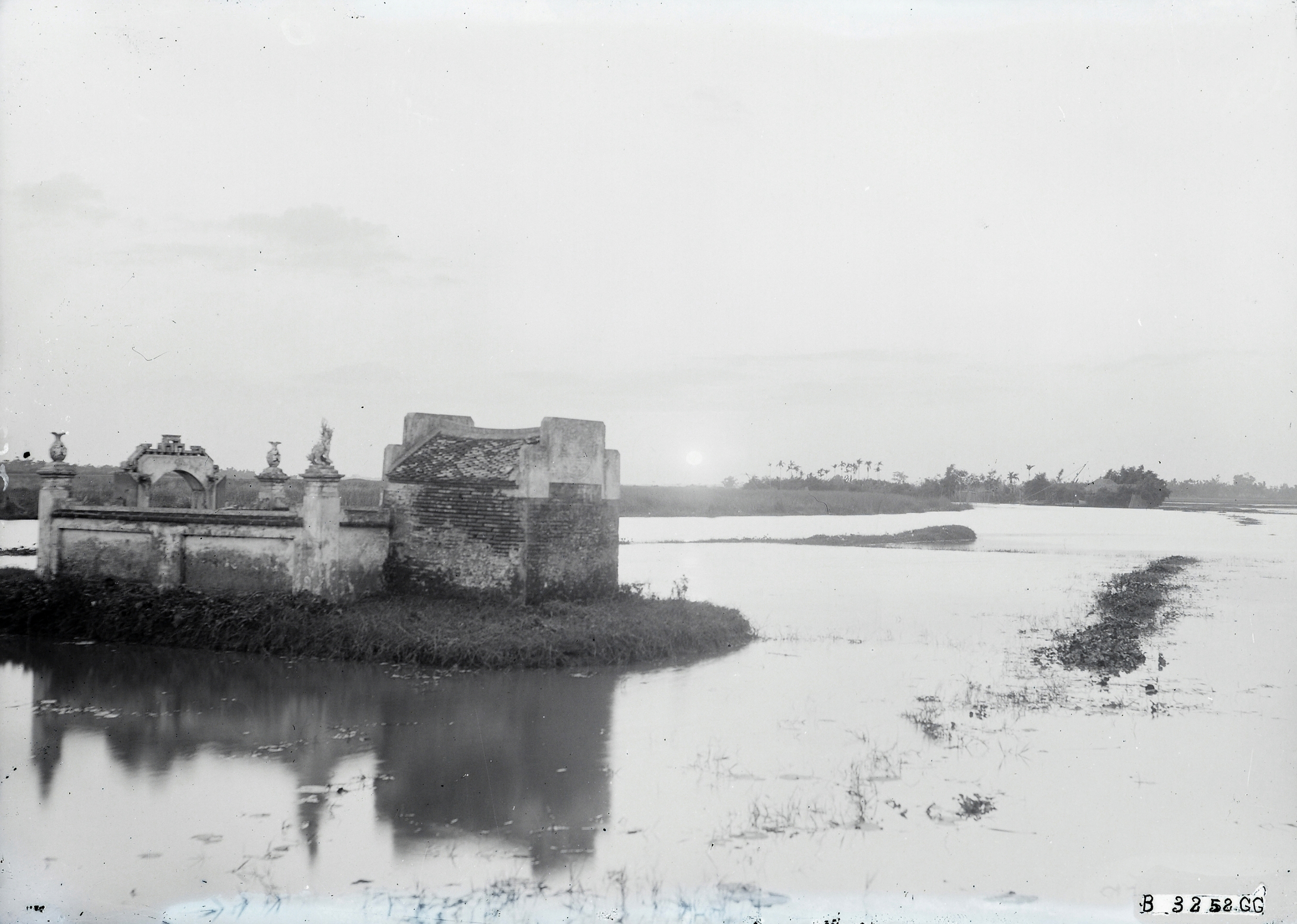
Hoàng hôn trên cánh đồng ở làng An Vệ, tổng Quỳnh Côi, phủ Thái Ninh (nay là Thái Bình) năm 1928
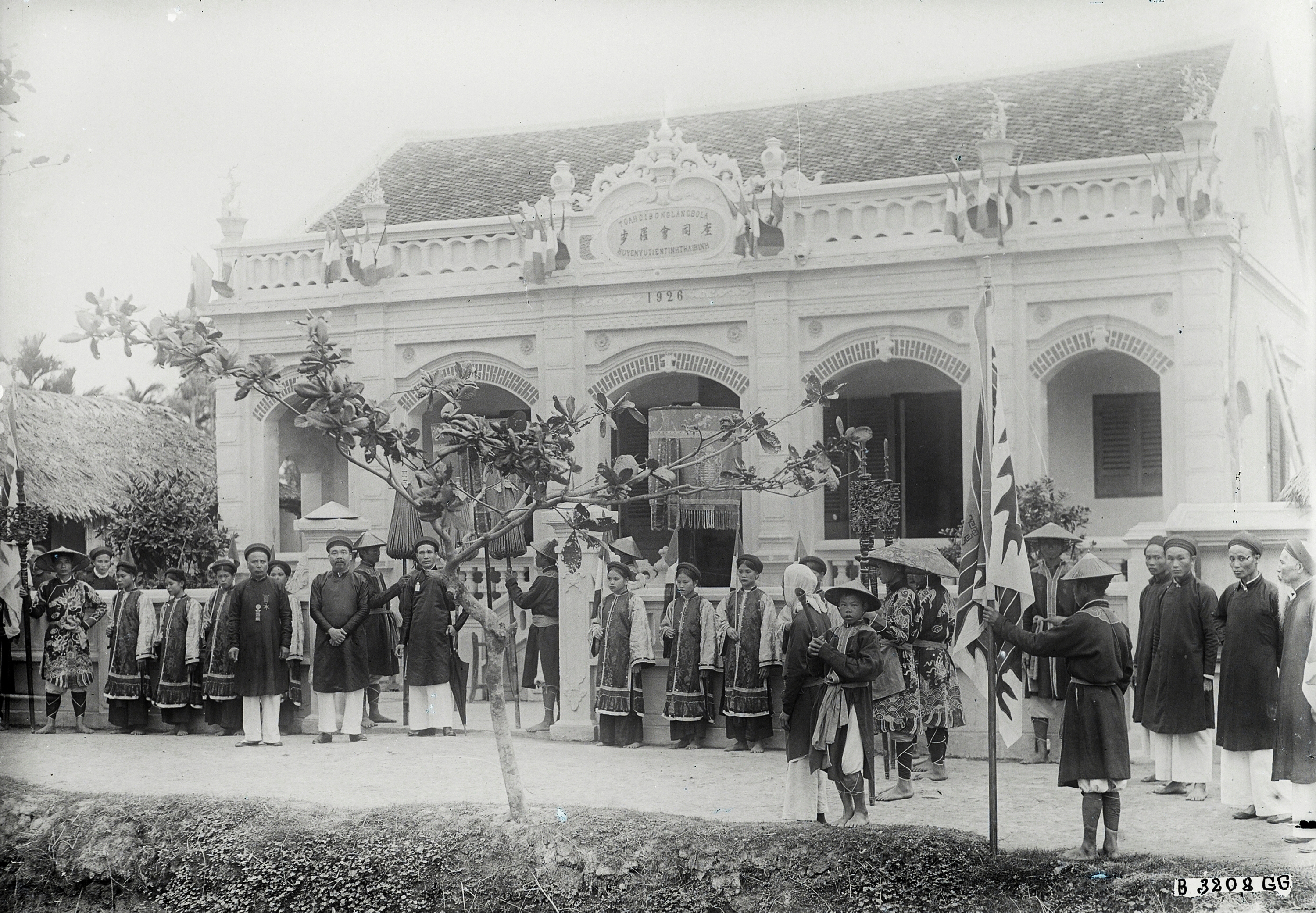
Tòa Hội đồng làng Bộ La, Thái Bình năm 1928